# Metoda Michela Thomasa
Metoda Michela Thomasa originalna je metoda koju je razvio Michel Thomas za poučavanje jezika. Thomas je jamčio da su njegovi učenici sposobni govoriti jezik koji su učili poslije nekoliko dana studiranja.
Thomas je unajmljivan kao instruktor jezika od nekih svjetskih poznatih osoba kao npr. Raquel Welch, Barbra Streisand, Emma Thompson i Woody Allen. Unajmljen je bio i od strane Grace Kelly koja je željela brzo naučiti francuski poslije zaruka s Rainierom III, princom od Monaca. Ova metoda je prvo postala poznata u Velikoj Britaniji poslije prikazivanja naučnog programa The Language Master, na BBC televiziji. Učenici koji su se prvi put susreli s jezikom su nakon pet dana učenja jezika uspjeli dostići nivo znanja jednog gimnazijskog učenika od 16 godina.
Prikazivanje ovog dokumentarnog programa rezultiralo je u pojačanom interesu za Michel Thomasovu Metodu pa je izdavačka kuća Hodder and Stoughton napravila i komercijalnu verziju ovog tečaja.

## Metoda
Intervjuirana za dokumentarni program The Language Master, Margaret Thompson, direktorica škole gdje je dokumentarac sniman, komentirala je da u globalu učitelji "pokušavaju i... privlače pažnju (učenika) kroz interesantan materijal koji bi trebao odgovarati njihovim interesima" ali da to što je Thomas njoj pokazao je "da je sam proces učenja u biti taj koji motivira ovu djecu", a ne materijal.
Pri korištenju Thomasove metode, učitelj upozorava učenike da izbjegavaju praviti zabilješke i ne trebaju se svjesno truditi nešto zapamtiti. Učitelj preuzima potpunu odgovornost za učenje. Thomas je tvrdio da je srce njegove metode opuštenost učenika. Izbjegavanje stresa i nelagodnosti, koji se uglavnom mogu vidjeti, pri normalnom učenju jezika, osobito u jezičnim školama, je glavni cilj ove metode.
Učitelj izgovara kratke riječi ili fraze jezika koji se želi naučiti. Učenici se onda pitaju kako bi oni izgovorili tu englesku frazu, počinjući s jednostavnijim rečenicama ali vremenom bi ove fraze postajale sve kompleksnije. Fraze koje su korištene u tečaju su one koje se koriste frekventno u svakodnevnom životu. Kada učenik ispravno odgovori, učitelj ponovi cijelu rečenicu s točnim naglaskom. Ako student odgovori pogrešno, učitelj pomaže učeniku razumjeti pogrešku i ispraviti istu. Najbitnije riječi i fraze se ponavljaju konstantno tijekom cijelog tečaja. Metoda ne inzistira na perfektnom izgovoru od samog početka, ali kasnije kroz stalna ponavljanja dolazi do poboljšanja izgovora.

U snimljenim tečajavima u kojima Thomas podučava osobno (španjolski, francuski, talijanski i njemački) stavljen je akcent na glagolske promjene ali i konstrukcije rečenica uz pomoć glagola poslije kojih dolazi glagol u infinitivu kao npr. "Želio bih ići". Broj riječi korišten u tečaju je poprilično mali, fokus je na funkcionalnosti jezika. S gramatikom se učenici postepeno upoznaju a kompleksni gramatički izrazi nastoje se izbjeći. Na ovaj način, dolazi se brzo do složenijih konstrukcija, fokusirajući se na umijeće prevođenja rečenica poput "Želio bih znati zašto to nemaš za mene sada, zato što je mi je to vrlo važno i trebam to", pri čemu se izbjegava učenje puno novih riječi kao u većini jezičnih tečajeva. Primjera radi, Thomas u svojim snimljenim tečajevima ne podučava brojeve, dane u tjednu niti imena mjeseca.
Michel Thomas često poredi riječi u jeziku koji se uči sa srodnim riječima iz materinskog jezika učenika, i pri podučavanju Romanskih jezika, mnoge posuđenice u engleskom koje vode podrijetlo iz latinskog su objašnjene tako da učenici uspijevaju vrlo brzo obogatiti svoj fond riječi u jeziku koji se uči, npr. riječi koje se u engleskom završavaju na –tion ili -ion su objašnjene kakav će nastavak imati u jeziku koji se uči.

### Pripremni tečaj
U Thomasovim školama, studenti započinju svoj studij slušanjem tečaja, snimljenog na kazete ili CD-ove na kojima se može čuti Thomas osobno. Točan sadržaj tečajeva nije trenutno poznat javnosti, ali taj sadržaj je srž za komercijalne audio tečajeve. Komercijalni audio tečajevi predstavljaju snimak učitelja i dva učenika (uvijek jedno žensko i jedno muško). Slušatelj treba pritisnuti pauzu na snimci da bi odgovorio na Thomasovo pitanje, onda opet startovati snimku i čuti odgovor jednog učenika, poslije kog dolazi Thomasov točan odgovor. Thomas savjetuje slušateljima da si uzmu vrijeme za razmišljanje kako ispravno reći frazu u jeziku koji se uči, umjesto da se odgovara brzo a možda netočno. 

### Postumne publikacije
Harold David Goodman studirao je zajedno s Thomasom od 1995. godine do pred samu Thomasovu smrt 2005. godine. On je jedina osoba koju je Michel Thomas osobno podučavao metodologiji svoje metode. Poslije Thomasove smrti izdavačka kuća Hodder and Stoughton, koristi metodu kojom je učen Goodman da bi kreirali tečajeve drugačije od onih tečajeva za koje je Thomas ostavio snimke. Goodman je bio autor prvog tečaja nastalog poslije Thomasove smrti: Mandarinskog kineskog. Naknadno, došlo je i do drugih izdanja od autora koji nisu direktno radili s Michaelom Thomasom ali su tvrdili da slijede njegov način podučavanja. Različito od koncepta Thomasove metode, ovi kursevi su bili izmijenjeni prije izdanja, pri čemu su odstranjene ispravke učeničkih pogrešaka.
Kasnije dolazi jos nekoliko izdanja koja bi na način sličan Thomasovoj metodi trebala utjecati na poboljšanje vokabulara ali ne i gramatike.

## Vanjske poveznice
- Službena internetska stranica Michela Thomasa
- Službena stranica metode Michela Thomasa